# Kritisk period
Kritisk period är en språkvetenskaplig term myntad av den amerikanske lingvisten och neurofysiologen Eric Lenneberg 1967 i dennes bok Biological Foundations of Language. Teorin hävdar att det finns en kritisk period för språkinlärning som sträcker sig från födseln fram till ungefär 12 års ålder. Om ett barn inte har lärt sig ett språk inom denna period kommer barnet aldrig fullt ut behärska språket.